# Bolleroda
Bolleroda ist ein Ortsteil der thüringischen Gemeinde Hörselberg-Hainich im Wartburgkreis.

## Lage

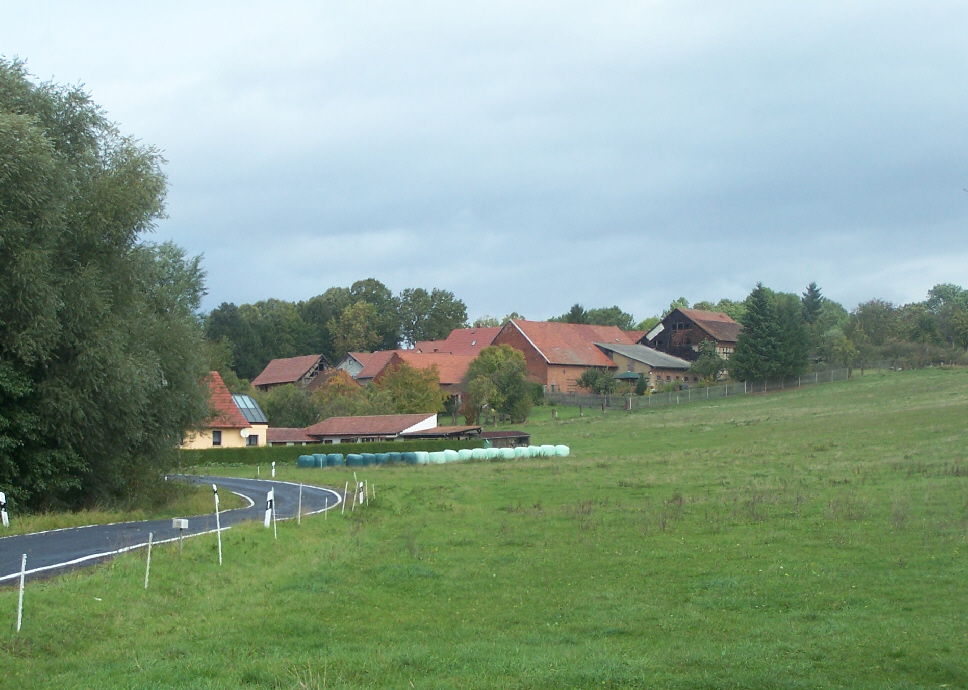
Bolleroda von Osten

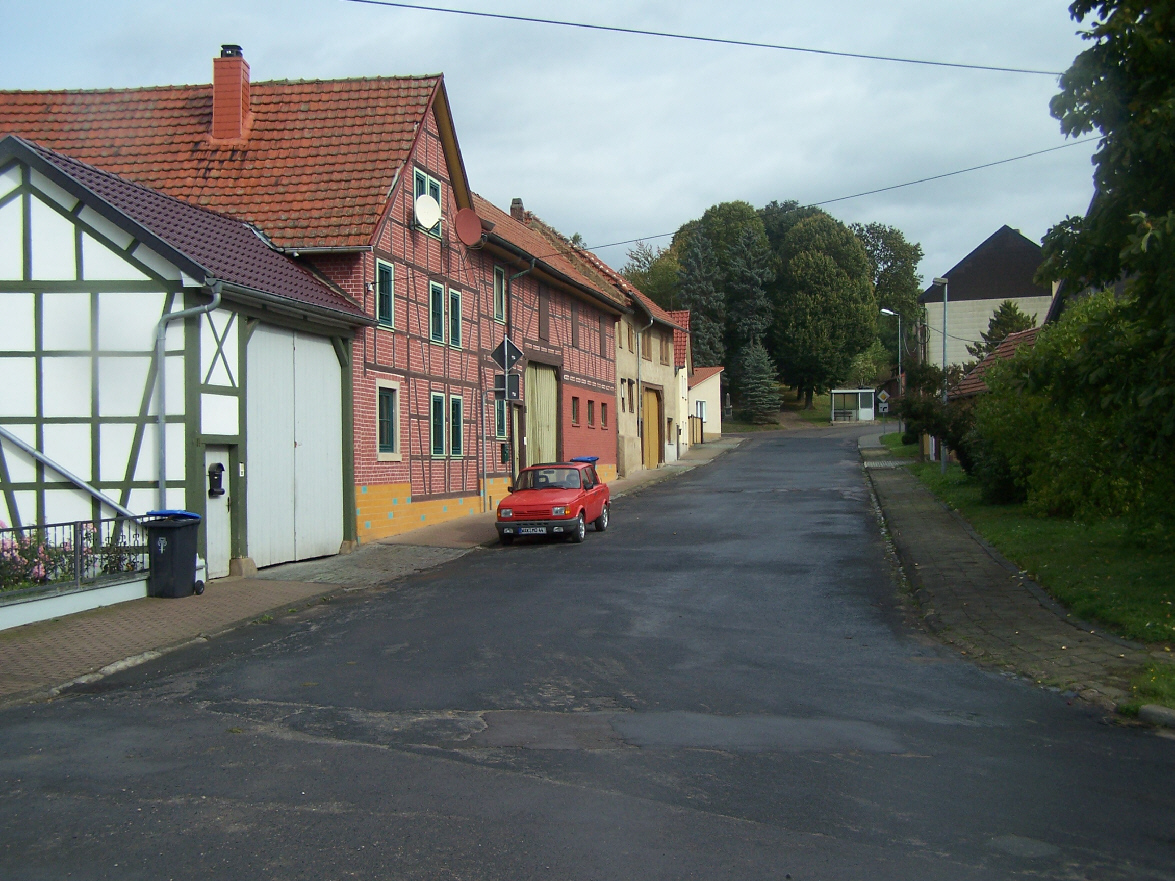
In der Ortslage (2008)

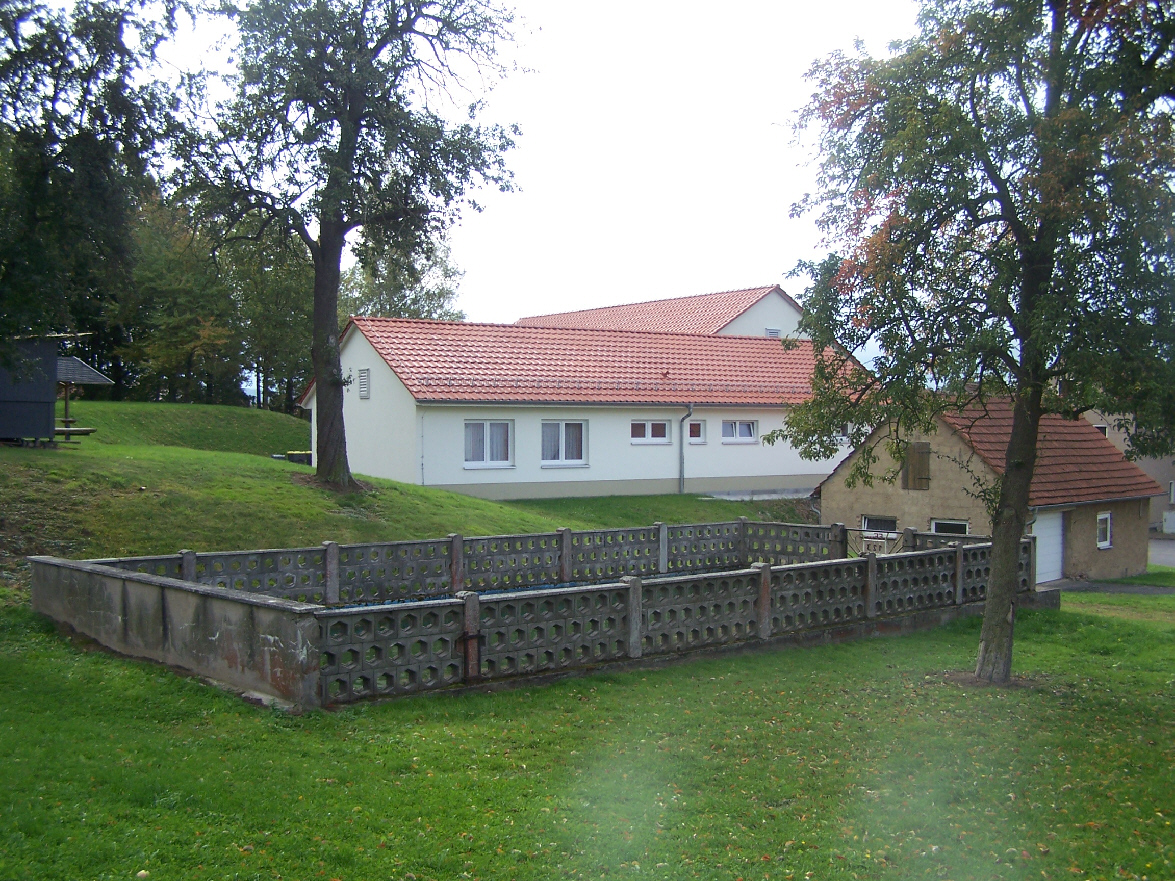
Am Bürgerhaus

Die Ortschaft Bolleroda befindet sich im Westen der Gemeinde Hörselberg-Hainich, etwa 7 km nordöstlich von Eisenach und liegt, geschützt in einer Senke am Oberlauf der Böber, einem Zufluss der Nesse. Die Gemarkung grenzt im Norden an Berka vor dem Hainich, im Nordosten an den Nationalpark Hainich mit dem ehemaligen Truppenübungsplatz Kindel, im Osten an die Gemarkung Großenlupnitz im Südosten und Süden an Beuernfeld. Im Südwesten und Westen gibt es Flurgrenzen mit den Eisenacher Stadtteilen Hötzelsroda und Berteroda.
Bolleroda ist Nationalparkgemeinde des Nationalpark Hainich. Seit Januar 2010 verläuft die BAB 4 unweit der Ortslage. Die nächstgelegene Anschlussstelle befindet sich bei Großenlupnitz und ist zugleich Knotenpunkt mit der B 84 nach Eisenach, Behringen und Bad Langensalza. Die Ortslage selbst wird über die Landstraße 2113 erreicht, die vom nördlichen Ortsausgang an als unbefestigter Weg weiter nach Berka v. d. Hainich führt.

## Geschichte
Während des Sachsenkrieges, einem Aufstand thüringischer und sächsischer Adeliger gegen König Heinrich IV., verlief eine wichtige Heerstraße über den Kindel. Unweit von Bad Langensalza fand 1075 die Schlacht bei Homburg an der Unstrut statt, hierbei wurden die Mehrzahl der Dörfer und Burgen am Südrand des Hainichs durch die Kampfhandlungen zerstört oder beim Rückzug der Truppen ausgeplündert. Der Ort Bolleroda lag nahe an der alten Geleitstraße von Eisenach nach Bad Langensalza. Auch über Hötzelsroda und Bolleroda führte im Mittelalter ein Handelsweg in Richtung Behringen, er ist noch gut im Gelände durch eine markante Pappelallee zu verfolgen. Der Flurname Dermeröder Berg verweist auf eine in der Flur gelegene Ortswüstung.
1218 schenkte Landgraf Ludwig der IV. von Thüringen dem Nonnenkloster St. Katharinen in Eisenach aus seinem Besitz im Dorfe Bolleroda 4 Hufen Land. Zur Zeit der Reformation war Georg von Harstall Pächter des Gutes Bolleroda und zahlte dafür Pachtzins an das Kloster. 1754 hatte das 23 Häuser zählende Dorf Erbzins an das Kammergut Trenkelhof zu zahlen.
Bereits vor dem Beginn des Zweiten Weltkrieges entstand ein etwa 300 Hektar großer Truppenübungsplatz am Künkel. Das Militärgelände diente zunächst als Erprobungs- und Schießplatz für in Eisenach gefertigte Artilleriegeschütze. Nach dem Krieg wurde der Schießplatz Kindel weiter ausgebaut und an die Gruppe der Sowjetischen Streitkräfte in Deutschland als Panzerschießplatz übergeben. Für die Bevölkerung der umliegenden Gemeinden bedeutete dieses Militärgelände über Jahrzehnte eine schwere psychische Belastung. Unweit der Ortslage Bolleroda markieren noch heute Warnschilder den Bereich des mit Munition kontaminierten Bodenareals.
Am 25. Februar 1994 wurden die Gemeinden Beuernfeld und Bolleroda in die Gemeinde Großenlupnitz eingegliedert, welche 1996 in der Gemeinde Hörselberg aufging, die bis 2007 bestand.
In Bolleroda wohnen gegenwärtig 108 Einwohner (Stand: Juli 2007). Der Ort Bolleroda gehört zur Kirchengemeinde Beuernfeld und hat selbst kein Gotteshaus.

## Sehenswürdigkeiten
Der Ort verfügt über einige denkmalgeschützte Gehöfte. Im Zentrum des Ortes befindet sich das mit Mitteln der Dorferneuerung sanierte und erweiterte Bürgerhaus.